# Відкритий чемпіонат Франції з тенісу 2021
Відкритий чемпіонат Франції з тенісу 2021 — тенісний турнір, що проходив на відкритих ґрунтових кортах Стад Ролан Гаррос у Парижі з 30 травня по 13 червня 2021 року. Це був 125-й Відкритий чемпіонат Франції, другий турнір Великого шолома в календарному році. 
Турнір було перенесено на тиждень через пандемію COVID-19. 
Турнір включав змагання в одиничному та парному розряді серед чоловіків та жінок. Юніори розіграли першості в одиничному та парному розряді серед хлопців та дівчат. Було проведено також одичночні та парні змагання на візках для тенісистів з обмеженими можливостями. Парні змагання серед легенд тенісу у чоловіків  проходили у двох категоріях — до 45 років та понад 45 років.  
Свої титули в одиночних розрядах  захищали Рафаель Надаль серед чоловіків та Іга Швйонтек у жінок.

## Турнір
Турнір проходив під егідою Міжнародної федерації тенісу і був складовою частиною ATP та WTA турів сезону 2021. Матчі гралися на 22 кортах, серед яких 3 шоу-корти: корт Філіппа Шартріє, корт Сюзан Ланглен та корт Сюзан Матьє.

## Огляд подій та результатів
У чоловічому одиночному розряді переміг Новак Джокович. Для нього це 19-ий виграний меджор, він удруге завершив кар'єрний Великий шолом. 
У жінок турнір виграла несіяна чешка Барбора Крейчикова. Для неї це перший мейджор  в одиночній грі, шостий, враховуючи перемоги в парному розряді та міксті.
У змаганні чоловічих пар перемогу здобули французи П'єр-Юг Ербер та Ніколя Маю. Для цієї пари це друга звитяга на паризьких кортах і п'ята у мейджорах загалом. 
У змаганні жіночих пар звитяжили представниці Чехії Барбора Крейчикова та Катержина Сінякова. Крейчикова виграла також одиночні змагання й довела загальне число своїх перемог на турнірах Великого шолома до семи. Вона також повернула собі право називатися першою ракеткою світу в парній грі. Для Сінякової це третій виграний парний грендслем. 
У міксті перемогла британо-американська пара Джо Солсбері та Дезіре Кравчик. Для Кравчик це перша перемога в мейджорі, Солсбері — друга, перша була в змаганні чоловічих пар на Відкритому чемпіонаті Австралії.

## Результати фінальних матчів

### Дорослі
| Одиночний розряд. Чоловіки Детальніше |                                 |                              |
| Новак Джокович                        | Стефанос Ціціпас                | 6–7(6–8), 2–6, 6–3, 6–2, 6–4 |
|                                       |                                 |                              |
| Одиночний розряд. Жінки Детальніше    |                                 |                              |
| Барбора Крейчикова                    | Анастасія Павлюченкова          | 6-1, 2-6, 6-4                |
|                                       |                                 |                              |
| Парний розряд. Чоловіки Детальніше    |                                 |                              |
| П'єр-Юг Ербер Ніколя Маю              | Олександр Бублик Андрій Голубєв | 4-6, 7-67-1, 6-4             |
|                                       |                                 |                              |
| Парний розряд. Жінки Детальніше       |                                 |                              |
|                                       |                                 |                              |
|                                       |                                 |                              |
| Мікст Детальніше                      |                                 |                              |
| Д Кравчик Дж Салісбері                | О Весніна А Карацев             | 2-6, 6-4, [10-5]             |
|                                       |                                 |                              |

### Юніори
| Одиночний розряд. Хлопці           |                                     |               |
| Люка Ван Асш                       | Артюр Фіс                           | 6-4, 6-2      |
|                                    |                                     |               |
| Одиночний розряд. Дівчата          |                                     |               |
| Лінда Носкова                      | Еріка Андреєва                      | 7–6(7–3), 6–3 |
|                                    |                                     |               |
| Парний розряд. Хлопці              |                                     |               |
| Артюр Фіс Джованні Мпетші Перрікар | Мартін Кац Герман Самофалов         | 7–5, 6–2      |
|                                    |                                     |               |
| Парний розряд. Дівчата             |                                     |               |
| Алекс Еала Оксана Селехметєва      | Марія Бондаренко Амарісса К'яра Тот | 6-0, 7-5      |
|                                    |                                     |               |